# Der Zauberlehrling

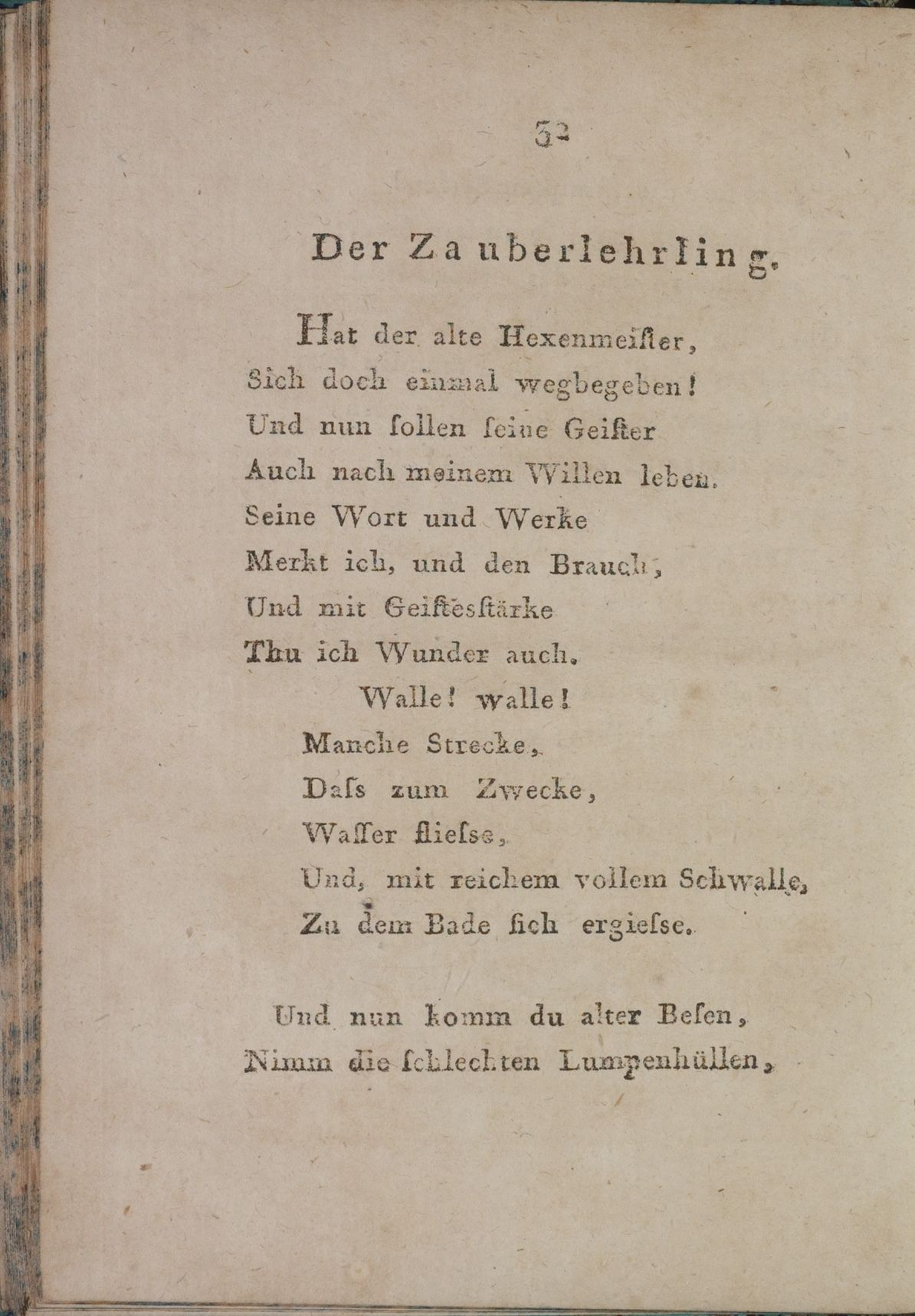
Die erste Seite des Zauberlehrlings im von Friedrich Schiller herausgegebenen Musenalmanach 1798

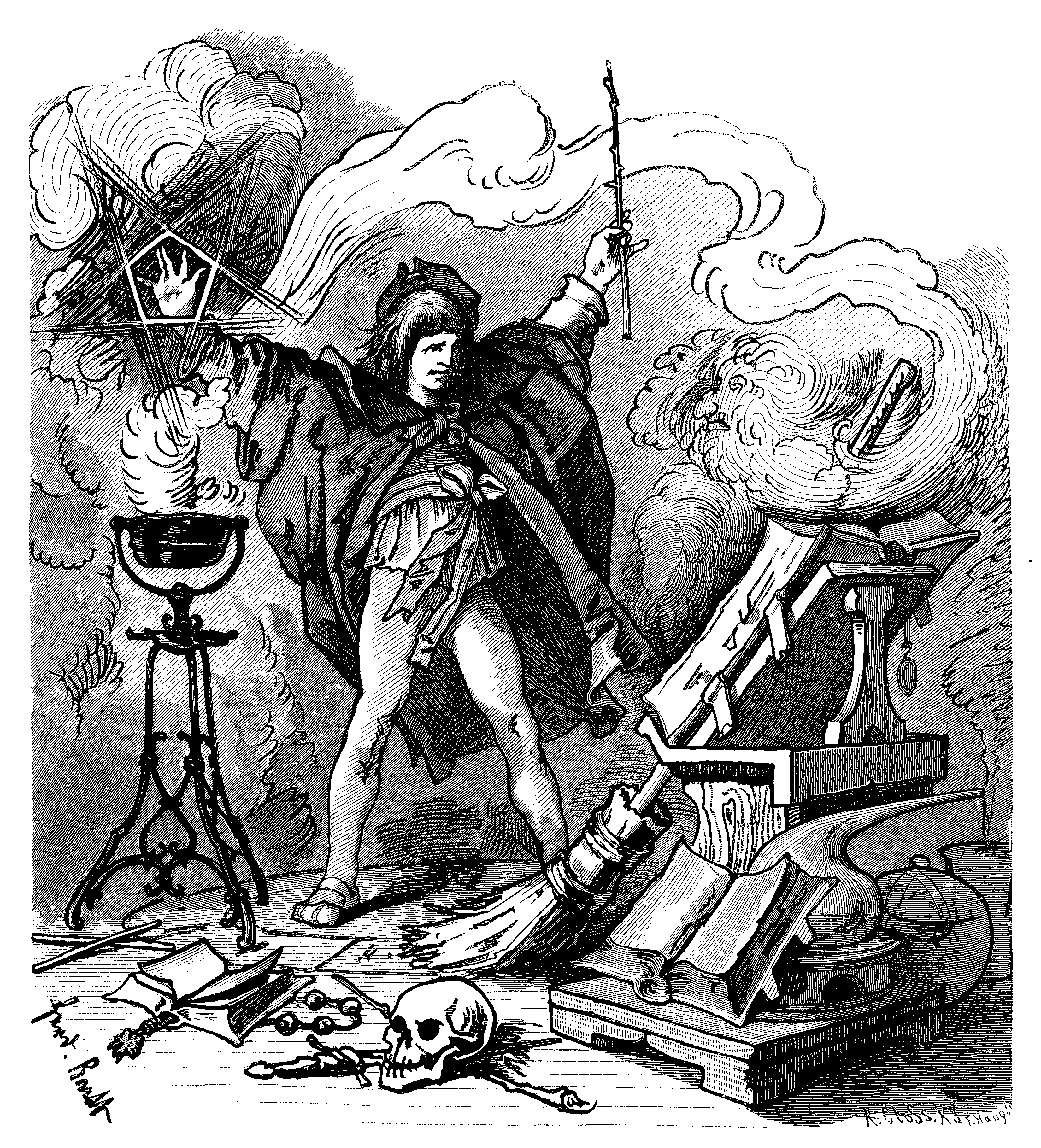
Illustration etwa 1882 von Ferdinand Barth

Der Zauberlehrling ist eine Ballade von Johann Wolfgang von Goethe, die zu seinen populärsten Werken gehört. Sie entstand Anfang Juli 1797 und wurde in Friedrich Schillers Musen-Almanach für das Jahr 1798 veröffentlicht. Das im sogenannten Balladenjahr geschriebene Werk wurde bereits zu Lebzeiten Goethes unterschiedlich ausgelegt und mit der Französischen Revolution in Verbindung gebracht. Die Verse „Die ich rief, die Geister / Werd’ ich nun nicht los“ erhielten sprichwörtlichen Charakter.

## Inhalt
Der Zauberlehrling ist allein und probiert einen Zauberspruch seines Meisters aus. Er verwandelt damit einen Besen in einen Knecht, der Wasser schleppen muss. Anfänglich ist der Zauberlehrling stolz auf sein Können, doch bald merkt er, dass er der Situation nicht mehr gewachsen ist. Am Ende kehrt der Meister zurück und beendet den Zauber.
Die Ballade lautet:
Hat der alte Hexenmeister

Sich doch einmal wegbegeben!

Und nun sollen seine Geister

Auch nach meinem Willen leben.

Seine Wort’ und Werke

Merkt’ ich und den Brauch,

Und mit Geistesstärke

Tu’ ich Wunder auch.

Walle! walle

Manche Strecke,

Daß zum Zwecke

Wasser fließe,

Und mit reichem, vollem Schwalle

Zu dem Bade sich ergieße!

Und nun komm, du alter Besen!

Nimm die schlechten Lumpenhüllen!

Bist schon lange Knecht gewesen;

Nun erfülle meinen Willen!

Auf zwei Beinen stehe,

Oben sei ein Kopf,

Eile nun und gehe

Mit dem Wassertopf!

Walle! walle

Manche Strecke,

Daß zum Zwecke

Wasser fließe,

Und mit reichem, vollem Schwalle

Zu dem Bade sich ergieße!

Seht, er läuft zum Ufer nieder;

Wahrlich! ist schon an dem Flusse,

Und mit Blitzesschnelle wieder

Ist er hier mit raschem Gusse.

Schon zum zweiten Male!

Wie das Becken schwillt!

Wie sich jede Schale

Voll mit Wasser füllt!

Stehe! stehe!

Denn wir haben

Deiner Gaben

Vollgemessen! –

Ach, ich merk’ es! Wehe! wehe!

Hab’ ich doch das Wort vergessen!

Ach, das Wort, worauf am Ende

Er das wird, was er gewesen.

Ach, er läuft und bringt behende!

Wärst du doch der alte Besen!

Immer neue Güsse

Bringt er schnell herein,

Ach! und hundert Flüsse

Stürzen auf mich ein.

Nein, nicht länger

Kann ich’s lassen;

Will ihn fassen.

Das ist Tücke!

Ach! nun wird mir immer bänger!

Welche Miene! welche Blicke!

O, du Ausgeburt der Hölle!

Soll das ganze Haus ersaufen?

Seh’ ich über jede Schwelle

Doch schon Wasserströme laufen.

Ein verruchter Besen,

Der nicht hören will!

Stock, der du gewesen,

Steh doch wieder still!

Willst’s am Ende

Gar nicht lassen?

Will dich fassen,

Will dich halten,

Und das alte Holz behende

Mit dem scharfen Beile spalten.

Seht, da kommt er schleppend wieder!

Wie ich mich nun auf dich werfe,

Gleich, o Kobold, liegst du nieder;

Krachend trifft die glatte Schärfe!

Wahrlich, brav getroffen!

Seht, er ist entzwei!

Und nun kann ich hoffen,

Und ich atme frei!

Wehe! wehe!

Beide Teile

Stehn in Eile

Schon als Knechte

Völlig fertig in die Höhe!

Helft mir, ach! ihr hohen Mächte!

Und sie laufen! Naß und nässer

Wird’s im Saal und auf den Stufen.

Welch entsetzliches Gewässer!

Herr und Meister! hör’ mich rufen! –

Ach, da kommt der Meister!

Herr, die Not ist groß!

Die ich rief, die Geister

Werd’ ich nun nicht los.

„In die Ecke,

Besen, Besen!

Seid’s gewesen!

Denn als Geister

Ruft euch nur zu seinem Zwecke

Erst hervor der alte Meister.“

## Form
Die Ballade besteht aus 14 Strophen, die durch Einrückung aufgeteilt sind in sieben eigentliche Strophen und sieben Strophen in Form eines unterschiedlichen Refrains. Jede (Voll-)Strophe besitzt 8 Verse. Der erste Teil jeder Strophe setzt sich aus vier Versen mit vierhebigen Trochäen zusammen, gefolgt von vier weiteren Versen mit dreihebigen Trochäen. Während die ersten vier Verse der Strophen alle eine klingende Kadenz aufweisen, wechseln sich in den letzten vier Versen der Strophen jeweils klingende und stumpfe Kadenzen ab. Der Refrainteil weist sechs Verse mit vier zweihebigen und zwei vierhebigen Trochäen auf. Die ersten vier Verse weisen dabei eine klingende Kadenz auf, die zwei abschließenden weisen ebenfalls eine klingende Kadenz auf.
7 Strophen mit je 8 Versen
7 Refrainstrophen mit je 6 Versen
Reimschema (Strophe): [abab cdcd]  (jeweils im Kreuzreim)
Reimschema im Refrainteil der Strophen ist: [effgeg]

## Entstehung und Hintergrund
Das Werk entstand Anfang Juli 1797 und erschien noch vor Jahresende in Friedrich Schillers Musen-Almanach für das Jahr 1798. Für spätere Drucke wurde es jeweils nur geringfügig verändert. Wie in den Märchen Tischchen deck dich oder Der süße Brei geht es um einen ausgelösten Zauber, der nicht einfach beendet werden kann.
Schiller verbrachte Mitte Juli 1797 eine Woche bei Goethe und erhielt das Manuskript offenbar in dieser Zeit. Am 23. Juli schrieb er ihm aus Jena, er habe es dem Komponisten Johann Rudolf Zumsteeg geschickt; es eigne „sich vortrefflich zu einer heiteren Melodie“, da es in dauernder „leidenschaftlicher Bewegung“ sei.
Während der Zusammenarbeit mit Schiller entstanden gemeinsame Projekte. In einem Brief an den Freund vom 22. Juni 1797 sprach Goethe von einem Vorhaben, das er „unser Balladenstudium“ nannte und das überwiegend aus eigener poetischer Praxis bestand.
In der kurzen Zeitspanne zwischen Mitte Mai und Anfang Juli 1797 legten beide Dichter in rascher Folge zahlreiche eigene Balladen vor. So schrieb Goethe neben dem Zauberlehrling noch die Gedichte Der Gott und die Bajadere, Die Braut von Korinth, Legende und Der Schatzgräber, die mit Schillers Der Ring des Polykrates, Der Handschuh, Der Taucher und weiteren Werken im Musen-Almanach für das Jahr 1798 veröffentlicht wurden. Wurde Schillers Almanach für 1797 durch die Xenien bekannt, so der des folgenden Jahres durch die Balladen.
Goethe hatte das bekannte Motiv des Zauberers, der die gerufenen Geister nicht mehr vertreiben kann, bereits in Wilhelm Meisters theatralischer Sendung und später im dritten Buch von Wilhelm Meisters Lehrjahre verwendet.
Als Quelle der Ballade gilt eine Episode aus der Satire Der Lügenfreund oder der Ungläubige des griechischen Autors Lukian von Samosata. Goethe kannte sie aus der Übertragung Christoph Martin Wielands, die 1788 erschienen war.
Die betreffende Stelle lautet dort:

„Endlich fand ich doch einmal Gelegenheit, mich in einem dunkeln Winkel verborgen zu halten und die Zauberformel, die er dazu gebrauchte, aufzuschnappen, indem sie nur aus drei Silben bestand. Er ging darauf, ohne mich gewahr zu werden, auf den Marktplatz, nachdem er dem Stößel befohlen hatte, was zu tun sei. Den folgenden Tag, da er geschäftehalber ausgegangen war, nehm' ich den Stößel, kleide ihn an, spreche die besagten drei Silben und befehle ihm, Wasser zu holen. Sogleich bringt er mir einen großen Krug voll. Gut, sprach ich, ich brauche kein Wasser mehr, werde wieder zum Stößel! Aber er kehrte sich nicht an meine Reden, sondern fuhr fort, Wasser zu tragen, und trug so lange, daß endlich das ganze Haus damit angefüllt war. Mir fing an, bange zu werden, Pankrates, wenn er zurückkäme, möcht' es übelnehmen — wie es dann auch geschah —, und weil ich mir nicht anders zu helfen wußte, nahm ich eine Axt und hieb den Stößel mitten entzwei. Aber da hatte ich es übel getroffen; denn nun packte jede Hälfte einen Krug an und holte Wasser, so daß ich für einen Wasserträger nun ihrer zwei hatte. Inmittelst kommt mein Pankrates zurück, und wie er sieht, was passiert war, gibt er ihnen ihre vorige Gestalt wieder; er selbst aber machte sich heimlich aus dem Staube, und ich habe ihn nie wieder gesehen.“

## Interpretation
Die Umsetzung der Erzählung Der Lügenfreund oder der Ungläubige in die Ballade führte schon zu Lebzeiten Goethes zu unterschiedlichen Auslegungen. So wurde sie auf den Streit um die Xenien ebenso bezogen wie auf die Französische Revolution und deren Folgen.
Im Verlauf des 19. und 20. Jahrhunderts rückten weitere politische Sachverhalte und das Verhältnis des Menschen zur Technik und Wissenschaft ins Blickfeld.
Ein zentrales Thema der Ballade ist die Beziehung zwischen Meisterschaft und Dilettantismus, die während der Entstehung des Werkes im Briefwechsel zwischen Goethe und Schiller eine wichtige Rolle spielte.
Die Aufregung des Lehrlings steigert sich schrittweise, wird durch die kunstvolle Form der Ballade ausgedrückt und lässt erst mit den beruhigenden Worten des Meisters nach. Ein gewisses Maß an Komik ist in der Darstellung nicht zu übersehen. Mit Ausnahme der letzten Strophe besteht das Werk aus der Figurenrede des Lehrlings, die den erzählenden Bericht und die verzweifelten Reaktionen enthält.
Goethe zeigt in dem Gedicht seine Skepsis gegenüber dem Autonomiestreben, das noch seine Sturm-und-Drang-Zeit bestimmte. Der Versuch, gegen die Herrschaft des Meisters aufzubegehren und selbstständig zu handeln, führt aufgrund massiver Kompetenzdefizite des Lehrlings ins Chaos. Erst die Besinnung auf die alte Autorität und die ursprüngliche Ordnung rettet die Situation. So gesehen ist der Zauberlehrling als existenzphilosophische Parabel über die Risiken, die mit der Bildung, Herrschaft und Arbeit des Menschen verbunden sind, das Gegenstück zu Prometheus. Das Gedicht spiegelt das Gedankengut der Weimarer Klassik wider. Die Handlung der Ballade bleibt in sich geschlossen, lässt sich aber auf zahlreiche Bereiche übertragen. Besonders die Übertragung auf die Erkenntnisse der Wissenschaft und die nicht immer abschätzbaren Folgen liegt nahe. Der sprichwörtliche Satz „Die ich rief, die Geister, werd’ ich nun nicht los“ beschreibt sehr anschaulich die Dilemmata einer Wissenschaft, die für die Folgen ihrer Forschung verantwortlich gemacht wird.
Mit seiner Warnung vor der Eigenmächtigkeit von Menschen, die im Grunde genommen nur „Lehrlinge“ sind, reagiert Goethe auf die Französische Revolution auf ähnliche Weise wie sein Freund Friedrich Schiller, der in seinem 1799 veröffentlichten Lied von der Glocke warnt: Der Meister kann die Form zerbrechen / Mit weiser Hand, zur rechten Zeit; / Doch wehe, wenn in Flammenbächen / Das glüh’nde Erz sich selbst befreit!
Eine politische Dimension ist auch in Kurt Bartschs Gedicht Liedervereinigung erkennbar. Über die Tochter aus Elysium, die Bartsch anstelle Deutschlands in seinem Gedicht anrufen lässt, heißt es in der späten Fassung der Ode An die Freude: „Deine Zauber binden wieder, / Was die Mode streng getheilt“. Die Verbindung der getrennten Teile Deutschlands wird also mit „Zauberei“ assoziiert. Diese Assoziation verstärkt Bartsch, indem „Einigkeit und Recht und Freiheit / Zu dem Bade sich ergieße“, wodurch die Verwirklichung dieser drei Staatsziele als Werk von „Zauberlehrlingen“ erscheint. Das Gefährliche dieses Unterfangens wird bei Kennern der Originaltexte noch dadurch verdeutlicht, dass es in der frühen Variante der Ode An die Freude heißt: „Deine Zauber binden wieder, / Was der Mode Schwerd getheilt“. Bloße Freude, die im Gesang der Lieder zum Ausdruck kommt, soll also den vereinigten Liedern zufolge (diese Interpretation legt Bartsch nahe) das verbinden, und ist das was mit Gewalt getrennt wurde (nämlich Deutschland). Durch die Verknüpfung mit Goethes Zauberlehrling wird der Idealismus der drei anderen Texte ironisiert.

## Rezeption

### Künstlerische Aneignung
- Die Ballade vom Zauberlehrling inspirierte den französischen Komponisten Paul Dukas 1897 zu einer Vertonung des Werks (siehe Dukas’ Der Zauberlehrling).
- „Der Zauberlehrling“ inspirierte die österreichische Schriftstellerin Marta Karlweis zu ihrem gleichnamigen, 1912 erschienenen Debütwerk.
- 1832 vertonte Carl Loewe diese Ballade zusammen mit Goethes Hochzeitlied und Die wandelnde Glocke.
- 1924 schuf Ernst Barlach zwei Lithographien: Der Zauberlehrling I / Beschwörung[11] sowie II / Die Wasserflut.[12]
- Eines der erfolgreichsten Kinderbücher des Grafikers und Illustrators Tomi Ungerer erzählt die Geschichte vom Zauberlehrling (1971).
- 1985 konstruierte Kurt Bartsch sein Gedicht Liedervereinigung.[13] Dabei vermischt er Verse aus den Hymnen Auferstanden aus Ruinen und Lied der Deutschen sowie der Ode An die Freude mit solchen aus dem Zauberlehrling.
- 1998 kam das Theaterstück „Der Zauberlehrling“ als abendfüllendes Theaterstück in 5 Akten am RRRABATZZZ Theater für Alle in Hainburg (bei Frankfurt/M.) zur Uraufführung, in der nur Originaltexte von Goethe u. a. aus den Künstlergedichten verwendet wurden. Bis 2006 war die Produktion in fast 100 Vorstellungen auf Tournee in ganz Deutschland sehen, danach bis 2014 in der Komödie Rügen auf der Insel Rügen. Eine Wiederaufnahme ist für den 10.3.24 im Capitol Offenbach und den 17. März 2024 im CCH Hamburg geplant.[14]
- 2009 entstand das Musical Der Zauberlehrling von Michael Wempner, der Goethes Ballade mit der Musik von Heike Wagner in das Stück integrierte.
- 2012 vertonte Marius Felix Lange die Ballade.[15]

#### Verfilmungen
- 1940: Fantasia, USA, Zeichentrickfilm der Walt Disney Studios, in dem die szenische Umsetzung der Vertonung des Zauberlehrlings von Paul Dukas enthalten ist. Darin spielt Micky Maus den mit Besen und Wasser kämpfenden Zauberlehrling, der durch den Zauberhut seines Meisters unbändige Kräfte erhält.
- 2010: Duell der Magier, USA, Spielfilm mit Nicolas Cage. Der Film greift das Motiv des Zauberlehrlings auf und kommt in einer Szene sehr nah an die Fantasia-Version heran. Der Originaltitel des Films ist The Sorcerer’s Apprentice, was dem englischen Titel der Ballade entspricht.
- 2013: Der Zauberlehrling, Deutschland, Kurzfilm produziert von „Kultur Kubik“ und dem ZDF.
- 2017: Der Zauberlehrling, Deutschland, Märchenfilm der ZDF-Reihe Märchenperlen.